# Grabber
Pour les articles homonymes, voir Grabbers.
Grabber désigne :
- Un programme de gestion du système d'exploitation qui permet l'échange des données vidéos entre des applications DOS et Windows.
- Une famille de scripts qui collectent la programmation des chaînes de télévision pour un pays donné. On les désigne aussi sous le vocable français de rapporteurs.